# System Shock 2
System Shock 2 — ПК-відеогра у жанрі immersive sim з елементами RPG та survival horror, розроблена Irrational Games та Looking Glass Studios під керівництвом геймдизайнера Кена Левіна та випущена Electronic Arts у 1999 році. Спочатку гра розроблялася як самостійний проєкт, проте у процесі розробки її сценарій було переписано, щоб стати продовженням System Shock.
Події гри відбуваються на борту зорельота  в кіберпанковому всесвіті 2114 року. Гравець бере на себе роль солдата, котрий намагається зупинити спалах генетичної інфекції, яка спустошила корабель. Як і в System Shock 1994 року, геймплей складається з боїв від першої особи та дослідження локацій. Гра також містить елементи рольової системи, завдяки якій гравець може розвивати навички та риси, такі як хакерські чи псіонічні здібності.
System Shock 2 спочатку був випущений у серпні 1999 року для Microsoft Windows. Гра отримала визнання критиків, але не виправдала комерційних очікувань від продажів. Пізніше багато критиків відзначили, що гра дуже вплинула на подальший дизайн комп'ютерних ігор, особливо на шутери від першої особи та наступні продовжувачі філософії immersive sim, і вважали, що вона набагато випередила свій час. System Shock 2 була включена до кількох списків « Найкращих ігор усіх часів ». 2007 року Irrational Games випустила духовну наступницю серії System Shock під назвою BioShock, яка отримала ще вище схвалення критиків та високі продажі.
System Shock 2 перебувала у підвішеному стані щодо інтелектуальної власності після закриття Looking Glass Studios. Nightdive Studios змогла отримати права на гру та франшизу System Shock у 2013 році, щоб випустити оновлену версію System Shock 2 для сучасних операційних систем, зокрема для OS X і Linux, і оголосити про плани випустити розширене видання гри (Enhanced Edition).  У 2015 році OtherSide Entertainment оголосили, що вони отримали ліцензію на права від Nightdive Studios для створення сиквелу — System Shock 3, але у 2020 року права на них викупила корпорація Tencent.

## Геймплей
Як і у її попередника, System Shock, ігровий процес у System Shock 2 є поєднанням жанру рольової гри-екшену та жанру survival horror. Розробники досягли такого дизайну ігрового процесу, відтворивши досвід  стандартний шутер від першої особи та додавши систему удосконалення та розвитку персонажа, які вважаються характерними елементами рольової гри.  Гравець використовує зброю ближнього бою та метальну зброю, щоб перемогти ворогів, тоді як рольова система дозволяє розвивати корисні здібності. Навігація представлена від першої особи та доповнена аголовний дисплей, який показує інформацію про персонажа та зброю, карту та перетягування інвентарю.
Передісторія поступово пояснюється через отримання гравцем аудіожурналів і зустрічі з привидами. На початку гри здійснюється генерація персонажа за кілька років до основних подій, коли головний герой приходить в офіс вербування UNN. На вибір є три спеціалізації — простий, але ефективний морпіх; хакер, що зламує все на своєму шляху; екзотичний псіонік (аналог мага). У процес генерації також входить 3 роки «стажування» — тричі дається можливість вибрати місце стажування, які впливають на характеристики, що надаються на початку.
Гравець може покращувати свої навички, використовуючи «кібермодулі», які надаються як винагорода за досягнення цілей, наприклад при дослідженні корабля, а потім витрачати їх на пристрої, які називаються «одиницями кібермодернізації», щоб отримати покращені навички. Блоки операційної системи (O/S) дозволяють робити одноразові оновлення персонажа (наприклад, постійне покращення здоров'я). Для купівлі предметів, ремонту та покращення зброї, злому комп'ютерних систем використовуються наніти: нанороботи, що використовуються як ресурс реплікаторами та деякими іншими пристроями на кораблі. Кібернетичні модулі або кібермодулі необхідні для «купівлі» та/або покращення характеристик, умінь та заклинань. Зробити це можна у тренувальних терміналах.. Гравець може зламувати такі пристрої, як клавіатури, щоб відкривати альтернативні зони, і торгові автомати, щоб знижувати ціни. Коли робиться спроба злому, починається міні-гра, яка містить сітку зелених вузлів; гравець повинен з'єднати три в один ряд, щоб досягти успіху. За бажанням можна знайти електронні відмички, які називаються « ICE-picks», котрі автоматично зламають машину, незалежно від її складності.
Протягом усієї гри гравець може добувати різну зброю, включаючи зброю ближнього бою, пістолети, дробовики та інопланетну зброю.  Зброя, не призначена для ближнього бою, псується під час використання та ламається, якщо її регулярно не ремонтувати інструментами для обслуговування.  Існує безліч типів боєприпасів, кожен з яких завдає найбільшої шкоди конкретному ворогу. Наприклад, органічні вороги вразливі до протипіхотних снарядів, тоді як механічні вороги слабкі проти бронебійних. Подібним чином енергетична зброя завдає найбільшої шкоди роботам і кіборгам, а  екзотична особливо шкідлива для органічних цілей. Оскільки боєприпасів мало, щоб бути ефективним, гравець повинен використовувати їх економно та ретельно шукати припаси в кімнатах.
Гра має і дослідницький аспект. Коли в грі з’являються нові об’єкти, особливо вороги, їхні органи можна зібрати, а в поєднанні з хімікатами, знайденими в коморах, гравець може обстежувати ворогів, покращуючи ефективність сутичок. Так само деяку екзотичну зброю та предмети можна використовувати лише після дослідження. Агенти OSA фактично мають окреме дерево зброї, доступне для них. Можна навчитися псіонічним силам, таким як невидимість, вогняні кулі та телепортація.

## Сюжет

### Попередні події
У 2072 році, після закриття станції "Цитадель", спроби TriOptimum приховати інцидент потрапили в ЗМІ, і корпорації були висунуті звинувачення від приватних кількох осіб і компаній, причетних до скандалу. Вірус, що розвинувся там, вбив майже усе  населення станції; безжальний агресивний суперкомп’ютер зі штучним інтелектом на ім’я SHODAN керував і зрештою розтрощив станцію "Цитадель", сподіваючись поневолити та знищити людство. Після великої кількості судових процесів компанія збанкрутувала, а її діяльність була припинена. Представництво Об'єдних Націй (UNN), організація-наступник ООН, була створена для боротьби зі зловмисництвом і корупцією жадібних до влади корпорацій, включаючи TriOptimum. Штучний інтелект було деградовано до найпростіших завдань, щоб запобігти створенню ще одного зловмисного ШІ, схожого на SHODAN, а розробку нових технологій було припинено. Тим часом хакер (головний герой оригінальної гри ), який став найвідомішою людиною у світі, зник з поля зору громадськості.
У 2100 році, через 28 років, збанкрутілі акції та активи компанії купив російський олігарх на ім’я Анатолій Карєнчкін, колишній оператор чорного ринку, який намагався заробити гроші законними способами. У наступне десятиліття він переліцензував і відновив колишній статус компанії. Поряд з виробництвом товарів для здоров’я та споживчих товарів Карєнчкін підписав контракти на озброєння з різними військовими організаціями, як приватними, так і політичними. Новий UNN виявився майже безсилим -  Карєнчкін його контролював.
У січні 2114 року, через 42 роки після подій на Цитаделі та 14 років після відновлення TriOptimum, компанія створила експериментальний надсвітловий зореліт, Von Braun, який нині знаходиться у своєму першому польоті.
За кораблем також слідує космічний корабель ООН, Rickenbacker, під проводом капітана Вільяма Бедфорда Дієго, сина Едварда Дієго, сумнозвісного коменданта "Цитаделі" та народного героя битви при Бостонській гавані під час Поліцейської операції Східних штатів. Оскільки Rickenbacker не має власної надсвітлової системи, два кораблі прикріплені один до одного для подорожі.  Проте Карєнчкін був досить егоїстичним, щоб взяти шефство над капітаном Von Braun, попри свою некомпетентність.
У липні 2114 року, через 5 місяців після подорожі, кораблі реагують на сигнал лиха з планети Тау Кита V, яка знаходиться за межами Сонячної системи. Рятувальна команда вирушає на поверхню планети, де виявляє дивні яйця;
ці яйця, знайдені в старій капсулі для катапультування, заражають рятувальну команду та інтегрують їх у спільноту інопланетян, відому як «Множина» — ройовий розум, створений паразитичними хробаками, які можуть інфікувати та мутувати людину. Зрештою паразити поширюються на обидва кораблі та захоплюють або вбивають більшість з їхніх екіпажів.

### Події System Shock 2
Через несправність комп’ютера єдиний вцілілий солдат прокидається з амнезією в кріо-капсулі на медичній палубі Von Braun, де йому імплантовано незаконний кібернейронний інтерфейс. З ним негайно зв’язується інша особа, яка вижила, доктор Дженіс Політо, яка проводить його в безпечне місце до того, як відсік розгерметизується. Вона вимагає, щоб він зустрів її на четвертій палубі Von Braun . По дорозі солдат бореться із зараженими членами екіпажу. "Множина" також телепатично контектує з ним, намагаючись переконати приєднатися до них. Після перезапуску ядра двигуна, солдат досягає Палуби 4 і виявляє, що Політо мертва. Там він стикається з SHODAN. Виявляється, вона видавала себе за Політо, щоб завоювати довіру солдата.
SHODAN згадує, що вона відповідальна за створення "Множини" через свої біоінженерні експерименти на станції "Цитадель". Хакер, котрий створив її, викинув оранжерею, у якій містилися її експерименти, щоб запобігти забрудненню Землі, що дозволило частині SHODAN вижити. Оранжерея аварійно приземлася на Тау Кита V. У той час як SHODAN увійшла в гібернацію, "Множина" еволюціонувала поза її контролем. SHODAN переконує солдата, що його єдиний шанс вижити полягає -  допомогти знищити її творіння. Спроби протагоніста відновити контроль над XERXES, головним комп'ютером на Von Braun, зазнали невдачі. SHODAN повідомляє солдату, що знищення корабля є їхнім єдиним виходом, але він повинен передати їй програму Rickenbacker першій. По дорозі солдат ненадовго стикається з двома вцілілими, Томасом «Томмі» Суаресом і Ребеккою Сіддонс, які тікають з корабля на борту рятувальної капсули.
Завершивши передачу, солдат вирушає на Rickenbacker і дізнається, що обидва кораблі були охоплені джерелом інфекції — гігантською масою біоорганічної тканини, яка оповила два кораблі. Солдат проникає в  сердцевину біомаси і руйнує її ядро, зупиняючи інфекцію. SHODAN вітає його та розповідає про свої наміри об’єднати фізичну реальність і кіберпростір за допомогою двигуна Von Braun, швидшого за світло. Солдат протистоїть SHODAN у кіберпросторі та перемагає її. У фінальній сцені показано, як Томмі та Ребекка отримують повідомлення від Von Braun. Томмі відповідає, запевняючи, що вони повернуться, і зауважує, що Ребекка поводиться дивно. Показано, що Ребекка говорить голосом, схожим на SHODAN, і запитує Томмі, чи «подобається йому її новий образ», а екран темнішає.

## Розробка
Створення System Shock 2 почалося у 1997 році, коли Looking Glass Studios звернулися до Irrational Games з ідеєю спільної розробки нової гри. Команда розробників була фанатами System Shock і прагнула створити подібну гру. Ідеї раннього сюжету були подібні до новели « Серце темряви». У ранньому концепті гравцеві було доручено вбити божевільного командира космічного корабля. Оригінальна назва гри, згідно з поданим документом, була "Junction Point". Філософія дизайну полягала в тому, щоб продовжувати розвивати концепцію підземелля, як Ultima Underworld: The Stygian Abyss, у науково-фантастичній обстановці, ґрунтуючись на доробку System Shock. Однак преса помилково сприйняла System Shock як клон Doom, що вважалося причиною  фінансового неуспіху System Shock. У Junction Point мета полягала в тому, щоб додати важливі рольові елементи та комплексну сюжетну лінію, щоб максимально відрізнити гру від Doom.
На розробку гри пішло 18  місяців з бюджетом у 1,7  мільйона доларів. Проєкт було запропоновано кільком видавцям, поки Electronic Arts, яка володіла правами на франшизу Shock, не запропонувала грі стати продовженням System Shock. Команда розробників погодилася; Electronic Arts стала видавцем, і в сюжет були внесені зміни, щоб відповідат історії франшизи. На завершення проєкту було відведено один рік, і щоб компенсувати короткий проміжок часу, співробітники почали працювати з незавершеним  Dark Engine Looking Glass Studio, тим самим рушієм, який використовувався для створення Thief: The Dark Project.
Дизайнери додали у гру рольові елементи. Подібно до Ultima Underworld, іншого проєкту Looking Glass Studios, внутрішньоігрове середовище в System Shock 2  постійно змінюється без присутності гравця.  Настільні рольові ігри вплинули на бачення геймплею; система ґенерації персонажа базувалася на методології "Traveller" та була реалізована у якості вигаданих військових підрозділів,  завдяки 
вибору яких гравці могли отримати різноманітніший  ігровий досвід. Хорор був ключовим напрямком, і було визначено чотири основні моменти для його успішної реалізації. Ізоляція вважалася основною, і призвела до того, що гравець мав мало фізичного контакту з іншими розумними істотами. По-друге, уразливість була створена через зосередження слабкості персонажа супроти модифікованих ворогі. Ключову роль мали також об'ємні звукові ефекти і «продумане розміщення освітлення й тіней». Провідний дизайнер гри, Кен Левін, був відповідальним  за поверненням лиходія System Shock, ШОДАН. Частиною плану Левін було об’єднання гравця з нею  оскільки він вважав, що ігрові персонажі надто довірливі, заявивши, що «хороші хлопці є хорошими, погані хлопці є поганими. Те, що ви бачите і сприймаєте, є реальним». Левін намагався зруйнувати це уявлення, змусивши ШОДАН зрадити гравця: «Іноді персонажів зраджують, але гравця ніколи. Я хотів зруйнувати цю довіру та змусити гравців відчути, що вони, а не [тільки] персонаж, зраджені і обдурені». Ця візія викликала суперечки всередині команди розробників.
Під час роботи над проєктом виникло кілька проблем. Оскільки команда складалася з двох  компаній, виникла напруга щодо розподілу завдань, і деякі розробники покинули проєкт. Крім того, багато співробітників були переважно недосвідченими, але ретроспективно керівник проєкту Джонатан Чей відчув, що це було вигідно, заявивши, що «недосвідченість також породжує ентузіазм і відданість, яких, можливо, не було у досвідченішого колективу розробників». Dark Engine породжував власні проблеми. Він був незавершеним, що змушувало програмістів виправляти програмні помилки. Навпаки, тісна робота з кодом рушія дозволила їм написати додаткові функції. Не всі невдач вдалося уникнути; демонстраційна збірка на E3 було недопущена, коли була висунута умова видалити всю зброю з демо через недавню стрілянину в середній школі Колумбайн.

## Реліз
Демонстраційна версія гри, що містила ігровий мануал і третину першої місії, була випущена 2 серпня 1999 року.  Через дев'ять днів System Shock 2 було відправлено роздрібним мережам. Через місяць було випущено патч, який додав важливі функції, такі як кооперативна гра по мережі та контроль над псуванням зброї та частотою відродження ворогів. Планувався порт для Dreamcast, але його скасували.

### Кінець підтримки
Приблизно у 2000 році, після припинення підтримки гри розробником і видавцем, залишкові баги та сумісність з новішими операційними системами та обладнанням стали серйозною проблемою. Щоб компенсувати відсутність підтримки, деякі шанувальники гри активізувалися в спільноті модифікаторів, щоб оновити гру. Наприклад, модифікація  «Rebirth» замінила багато низькополігональних моделей на якісніші, "Shock Texture Upgrade Project" збільшив роздільну здатність текстур , а оновлений редактор рівнів був випущений віртуальною спільнотою користувачів.

### Проблеми з правом інтелектуальної власності та перевидання
Права інтелектуальної власності (IP) на System Shock 2 роками перебували у конфлікті між Electronic Arts і Meadowbrook Insurance Group (материнська компанія Star Insurance Company), організацією, яка придбала активи Looking Glass Studios після її закриття , хоча, за словами юриста Star Insurance, вони самі придбали права інтелектуальної власності від EA.
У спільноті гравців були зроблені спроби оновити та виправити System Shock 2 від відомих проблем у новіших операційних системах та обмежень, які були жорстко закодовані в рушії гри. 2009 року повна копія вихідного коду Dark Engine System Shock 2 була виявлена у колишнього співробітника Looking Glass Studios, який на той час продовжував свою роботу в Eidos Interactive. Наприкінці квітня 2010 року користувач на форумі Dreamcast Talk розібрав вміст комплекту розробки Dreamcast, який він придбав, і серед вмісту, який він отримав, частину вихідного коду для ігор Looking Glass, включаючи System Shock. Невідомий користувач під ім’ям «Le Corbeau» («Ворон») випустив патч для System Shock 2 і Thief 2 у 2012 році, який вирішив деякі відомі проблеми з рушієм Dark та іншими функціями. Вважається, що виправлення були розроблені завдяки комплекту Dreamcast, використовуючи комбінацію доступного вихідного коду та шляхом розбирання бібліотек із комплекту розробки. Патч став неофіційно знаний як «NewDark», щоб відрізнити його від інших спроб покращити гру.
Приблизно в той же час Стівен Кік з Night Dive Studios намагався отримати ліцензію на власність System Shock для створення System Shock 3. Star Insurance не бажала надати таку ліцензію, але погодилася дозволити Night Dive Studios перенести System Shock 2 на сучасні системи. Невдовзі після отримання  схвалення було випущено патч NewDark, і Кік спробував зв’язатися з «Le Corbeau», щоб обговорити використання їхнього патча, але зв’язатися з користувачем було неможливо. Кік вирішив звернутись до GOG.com, щоб отримати ексклюзивний випуск для цифрового розповсюдженнявеб-сайт у лютому 2013 року, де гру було найбільш запитувано про додаванні до каталогу. Ця версія, яку GOG.com вважає « колекційним виданням », включала патч «Le Corbeau» NewDark.  Крім того, оновлення дозволяють простіше застосовувати модифікації, зроблені користувачем. Випуск також містить додаткові матеріали, такі як саундтрек до гри, карти Фон Брауна та оригінальну документацію. Права на оновлення також дозволили згодом випустити версію System Shock 2 для Mac OS X 18 червня 2013 року через GOG.com. Пізніше гра також стала доступна в Steam з 10 травня 2013 року. У квітні 2014 року також була випущена версія для Linux. «Le Corbeau» продовжує оновлювати гру з 2012 року, а його патчі включено до версії, які Night Dive поширює через GOG.com і Steam.
Відтоді Night Dive Studios також придбала права на System Shock, випустивши вдосконалену версію гри у вересні 2015 року. Кік  повідомив, що відтоді вони придбали повні права на серію.

## Відгуки та критика
| Агрегатор    | Оцінка                    |
| ------------ | ------------------------- |
| GameRankings | 92% на основі 36 рецензій |
| Metacritic   | 92% на основі 20 рецензій |

| Видання                  | Оцінка |
| ------------------------ | ------ |
| AllGame                  | [ 57 ] |
| Computer and Video Games | 9,5/10 |
| GamePro                  | [ 59 ] |
| GameRevolution           | A      |
| GameSpot                 | 8,5/10 |
| IGN                      | 9,0/10 |
| PC Gamer (США)           | 95%    |

System Shock 2 отримала схвалення критиків. Гра одержала більше десятка нагород, у тому числі сім призів « Game of the Year ». Відгуки були дуже позитивними та хвалили гру за її гібридний геймплей, вражаючий звуковий дизайн та захоплюючу історію.  Критики вважають вихід System Shock 2 дуже впливовим, особливо на шутери від першої особи та жанр хорорів. У ретроспективній статті GameSpot заявив, що тайтл «набагато випередив свій час» і підкреслив, що гра «підвищила планку в драматичному та геймплейному плані», створивши і імерсивний ігровий процес. Попри визнання критиків, гра не мала комерційних успіхів;  лише 58 671 копія була продана до квітня 2000 року.
Кілька видань хвалили тайтл за його відкритий геймплей. Що стосується налаштування персонажа, Трент Ворд з IGN заявив, що найкращим елементом рольової системи є можливість гравцям «грати в гру ніби абсолютно різними персонажами», і вважає, що це робить кожне проходження унікальним.  Ерік Рекейз, автор Just Adventure, погодився, додавши: «Є дуже мало ігор, які дозволяють [грати] так, як вам хочеться».  Алек Норандс з Allgame вважав, що різні класи персонажів роблять гру «достатньо різноманітною». Роберт Майєр з журналу Computer Games Magazine назвав System Shock 2 «грою, яка справді не піддається класифікації в одному жанрі», і підкреслив, що «дії інколи відбуваються швидко, частіше тактично, приділяючи особливу увагу думці, а не рефлексам».
Бак ДеФор рецензував версію гри для ПК для Next Generation, оцінивши її чотирма зірками з п’яти, і заявив, що «Відверто кажучи, System Shock 2 — це бажаний візит до втраченого ігрового мистецтва старих добрих часів і захопливий досвід,  за умови, що ти не проти павутини і пилюки, які є неодмінним супутниками в подібній ситуації».
Ряд критиків назвали гру лякаючою. Computer and Video Games описали атмосферу як «захоплюючу» і гарантували читачам, що у них багато разів «волосся стануть дибки». Компанія Allgame визнала звуковий дизайн особливо ефектним, назвавши його «абсолютно тривожним, стискаючим зуби», у той час як Вільям Гармс з PC Gamer назвав System Shock 2 найстрашнішою грою, в яку він коли-небудь грав. Деякі критики визнали систему псування зброї дратуючою . Рольова система була ще одним предметом суперечок; GameSpot описав систему професій як «дуже незбалансовану», оскільки гравець може розвивати навички за межами своєї спеціальності. Allgame так само ставився до системи, вважаючи, що вона «схиляє до хакерського характеру».
Разом із Deus Ex, Сід Шуман з GamePro охрестив System Shock 2 «[одним із] стовпів сучасного шутера від першої особи», завдяки її складному рольовому геймплею. Дописувач IGN Кем Ші назвав гру «ще одним переосмисленням жанру FPS», посилаючись на історію, персонажів і рольову систему. PC Zone оцінив гру як «чудовий приклад сучасної комп’ютерної гри» та назвав її «науково-фантастичним шедевром жахів». Гру було включено до низки рейтингів із переліком найкращих ігор, які коли-небудь створювалис GameSpy, Edge,  IGN, GameSpot і PC Gamer.  IGN також поставив System Shock 2 на 35 місце серед найкращих шутерів від першої особи усіх часів.  X-Play назвав її другою найстрашнішою грою всіх часів після Silent Hill 2. SHODAN виявилася популярним персонажем серед більшості критиків, включаючи IGN, GameSpot і The Phoenix.
System Shock 2 отримав нагороди PC Gamer US 1999 року як « Найкраща рольова гра» та «За особливі досягнення в області звуку», а також посів друге місце в загальній категорії журналу «Гра року». Редакція Computer Gaming World номінувала її на приз «Рольова гра року», який зрештою отримала гра Planescape: Torment.

## Спадщина

### Enhanced Edition
Під час трансляції на честь 20-річчя System Shock 2 11 серпня 2019 року Night Dive оголосила про розробку розширеного видання гри.  Nightdive вдалося придбати та використати вихідний код  гри, що дозволило їм покращити оригінал. Вони планують перенести гру на свій рушій KEX, який вони використовують для розширеної версії першої System Shock, і працюватимуть над тим, щоб функції кооперативної гри були краще реалізовані.  Покращена версія також буде спрямована на підтримку всіх існуючих модів і користувальницьких карт, розроблених ігровою спільнотою, хоча потребуватиме співпраці з спільнотою, щоб допомогти із сумісністю. Кік заявив, що, хоча вони хотіли б співпрацювати з Le Corbeau, щоб включити їхні патчі в Enhanced Edition, їм, ймовірно, доведеться робити зміни, щоб Night Dive могли покращити оригінальну гру.  Пізніше Кік підтвердив у Twitter, що розширене видання буде випущено для всіх платформ.
Поряд із розробкою Enhanced Edition була версія для віртуальної реальності (VR), хоча вона буде випущена пізніше, ніж Enhanced Edition. Версія VR використовуватиме ігрові функції, які були введені в Half-Life: Alyx, і буде сумісна з кооперативною 
грою в багатокористувацькому режимі для ПК, котрі не використовують режими VR.
Історія зробила повний обіг:  https://x.com/i/status/1835357912480493851